# Teinosuke Kinugasa
Teinosuke Kinugasa (jap. 衣笠貞之助 Kinugasa Teinosuke; właśc. Kokame Teinosuke; ur. 1 stycznia 1896 w Kameyamie, zm. 26 lutego 1982 w Kioto) – japoński reżyser filmowy.

## Życiorys
Był jednym z pionierów japońskiego kina. Wczesny obraz Kinugasy, Szalony paź (1926), przez pół wieku uważano za zaginiony. Pokazano go ponownie w kinach w 1971 po odnalezieniu przez reżysera. Obraz stanowi cenny dokument epoki japońskiego filmu niemego.
Kinugasa zdobył Złotą Palmę na 7. MFF w Cannes za swoje najsłynniejsze dzieło Wrota piekieł (1953). Film otrzymał też Oscara dla najlepszego filmu nieanglojęzycznego.

## Filmografia

### Reżyser
- Malenkiy beglets (1966)
- Yoso (1963)
- Uso (1963) (segment San jyokyo)
- Midaregami (1961)
- Okoto to Sasuke (1961)
- Uta andon (1960)
- Kagero ezu (1959)
- Joen (1959)
- Shirasagi (1958)
- Osaka no onna (1958)
- Haru koro no hana no en (1958)
- Naruto hichō (1957)
- Ukifune (1957)
- Tsukigata Hanpeita (1956)
- Shin heike monogatari: Yoshinaka o meguru sannin no onna (1956)
- Hibana (1956)
- Bara ikutabika (1955)
- Kawa no aru shitamachi no hanashi (1955)
- Fukeizu yushimano hakubai (1955)
- Yushima no shiraume – onna keizu (1955)
- Hana no nagadosu (1954)
- Tekka bugyo (1954)
- Yuki no yo no ketto (1954)
- Wrota piekieł (Jigokumon) (1953)
- Daibutsu kaigen (1952)
- Shurajo hibun (1952)
- Meigetsu somato (1951)
- Tsuki no wataridori (1951)
- Beni komori (1951)
- Satsujinsha no kao (1950)
- Kobanzame (1949)
- Koga yashiki (1949)
- Yottsu no koi no monogatari (1947) (segment Koi no sakasu)
- Joyu (1947)
- Aru yo no tonosama (1946)
- Umi no bara (1945)
- Susume dokuritsuki (1943)
- Kawanakajima kassen (1941)
- Hebihime-sama (1940)
- Kuroda seichuroku (1938)
- Hito hada Kannon (1937)
- Osaka natsu no jin (1937)
- Kurayami no Ushimatsu (1935)
- Yukinojo henge (1935)
- Fuyuki shinju (1934)
- Ippon-gatana dohyo iri (1934)
- Kutsukate Tokijiro (1934)
- Nagurareta Kochiyama (1934)
- Koina no Ginpei (1933)
- Futatsu doro (1933)
- Tenichibo to Iganosuke (1933)
- Chūshingura – Kōhen: Edo no maki (1932)
- Chūshingura – Zempen: Akahokyō no maki (1932)
- Ikinokotta Shinsengumi (1932)
- Tojin Okichi (1931)
- Reimei izen (1931)
- Jujiro (1928)
- Kaikokuki (1928)
- Benten kozo (1928)
- Chokun yasha (1928)
- Keiraku hicho (1928)
- Myōtoboshi (1927)
- Akatsuki no yushi (1927)
- Dochu sugoroku bune (1927)
- Dochu sugoroku kago (1927)
- Gekka no kyojin (1927)
- Goyosen (1927)
- Hikuidori (1927)
- Kinnoi jidai (1927)
- Ojo Kichiza (1927)
- Oni azami (1927)
- Kurutta ippēji (1926)
- Tenichibo to Iganosuke (1926)
- Kirinji (1926)
- Teru hi kumoru hi (1926)
- Nichirin (1925)
- Koi to bushi (1925)
- Shinju yoimachigusa (1925)
- Tsukigata Hanpeita (1925)
- Wakaki hi no Chuji (1925)
- Hanasaka jijii (1924)
- Jashumon no onna (1924)
- Kanojo to unmei (1924)
- Kiri no ame (1924)
- Kishin Yuri keiji (1924)
- Koi (1924)
- Koi towa narinu (1924)
- Kyoren no buto (1924)
- Sabishiki mura (1924)
- Shohin – Shusoku (1924)
- Shohin – Shuto(1924)
- Tsuma no himitsu (1924)
- Jinsei o mitsumete (1923)
- Konjiki yasha: Miya no maki (1923)
- Ma no ike (1923)
- Onna-yo ayamaru nakare (1923)
- Aa, Konishi junsa (1922)
- Choraku no kanata (1922)
- Hibana (1922)
- Niwa no kotori (1922)